# Hapona
Hapona is een geslacht van spinnen uit de  familie van de Desidae.

## Soorten
- Hapona amira Forster, 1970
- Hapona aucklandensis (Forster, 1964)
- Hapona crypta (Forster, 1964)
- Hapona insula (Forster, 1964)
- Hapona marplesi (Forster, 1964)
- Hapona moana Forster, 1970
- Hapona momona Forster, 1970
- Hapona muscicola (Forster, 1964)
- Hapona otagoa (Forster, 1964)
- Hapona paihia Forster, 1970
- Hapona reinga Forster, 1970
- Hapona salmoni (Forster, 1964)
- Hapona tararua Forster, 1970